# مینور (آلبوم چندآهنگه)
مینور (انگلیسی: Minor) اولین آلبوم چندآهنگه خواننده و ترانه‌سرا آمریکایی گریسی آبرامز است. این آلبوم در ۱۴ ژوئیه ۲۰۲۰، از طریق اینترسکوپ رکوردز منتشر شد. آبرامز در نوشتن تمام ترانه‌ها همکاری داشته‌است. آلبوم به‌طور کلی توسط بلیک اسلتکین تهیه شده‌است.

## پیش‌زمینه
مینور در ۲۰ مه ۲۰۲۰ اعلام شد. در ابتدا قرار بود در ۱۶ ژوئن ۲۰۲۰ منتشر شود، اما به ۱۴ ژوئیه ۲۰۲۰ به تعویق افتاد تا از جنبش «جان سیاه‌پوستان مهم است» حمایت شود. این آلبوم آبرامز را یاد «درد دل» و «جدا شدن» می‌اندازد.

## تور
برای حمایت از مینور، آبرامز تور «دلم برایت تنگ شده، متاسفم» را برنامه‌ریزی کرد. آمریکای شمالی و بریتانیا را با ۱۱ تاریخ پوشش داد. در ۱ سپتامبر ۲۰۲۱ در سانتا آنا، کالیفرنیا آغاز شد و در ۲۰ اکتبر ۲۰۲۱ در لندن، انگلستان به پایان رسید. این تور همچنین از تک‌آهنگ‌های «به هم ریختن» و «یادنگرفتن» با بنی بلانکو پشتیبانی کرد.

## فهرست ترانه‌ها
| فهرست ترانه‌های مینور | فهرست ترانه‌های مینور        | فهرست ترانه‌های مینور                                | فهرست ترانه‌های مینور       | فهرست ترانه‌های مینور |
| شماره                | نام                         | نویسنده(ها)                                         | تهیه‌کننده(ها)              | مدت                  |
| -------------------- | --------------------------- | --------------------------------------------------- | -------------------------- | -------------------- |
| ۱.                   | «دوست»                      | گریسی آبرامز بلیک اسلتکین جیم-ای استک               | اسلتکین استک               | ۲:۵۷                 |
| ۲.                   | «۲۱»                        | آبرامز جوئل لیتل سارا آرونز                         | لیتل                       | ۳:۰۵                 |
| ۳.                   | «زیر / بیش از»              | آبرامز جک کاراسزوئسکی هنری کواپیس کارول آدس اسلتکین | کواپیس کاراسزوئسکی اسلتکین | ۲:۲۲                 |
| ۴.                   | «تهه»                       | آبرامز اسلتکین استک الی تپلین                       | اسلتکین استک               | ۲:۴۳                 |
| ۵.                   | «دلم برایت تنگ شده، متاسفم» | آبرامز آرونز                                        | اسلتکین                    | ۲:۴۸                 |
| ۶.                   | «آستین‌های بلند»             | آبرامز اسلتکین                                      | اسلتکین                    | ۳:۳۸                 |
| ۷.                   | «مینور»                     | آبرامز اسلتکین بنی بلانکو                           | اسلتکین بلانکو             | ۲:۴۱                 |
| مجموع مدت:           | مجموع مدت:                  | مجموع مدت:                                          | مجموع مدت:                 | ۲۰:۴۰                |

## دست‌اندرکاران
- گریسی آبرامز - آواز اصلی (همه ترانه‌ها)، نویسندگی (همه ترانه‌ها)
- بلیک اسلتکین - تولید (۷٫۳٫۱)، نویسندگی (۷٫۶٫۴٫۳٫۱)
- جیم استک - تولید (۳٫۱)، آهنگسازی (۳٫۱)، برنامه‌نویسی درام (۴٫۱)، بیس (۴)
- جوئل لیتل - تولید (۲)، نویسندگی (۲)
- جک کاراشفسکی – تولید (۳)، نویسندگی (۳)
- هنری کواپیس – تولید (۳)، نویسندگی (۳)
- سارا آرونز – نویسندگی (۵٫۲)
- کارول آدس – نویسندگی (۵٫۳)
- الی تپلین – نویسندگی (۴)، کیبورد (۴)
- بنی بلانکو - تولید (۷)، نویسندگی (۷)
- راب موس – ساز زهی (۵)، ویولن سل (۶)، پیانو (۶)، ویولا (۶)، ویولن (۶)

## تاریخچه انتشار
| منطقه | تاریخ         | فرمت(ها)              | ناشر      |
| ----- | ------------- | --------------------- | --------- |
| مختلف | ۱۴ ژوئیه ۲۰۲۰ | واینل دانلود دیجیتالی | اینترسکوپ |